# Garasu no Usagi
Garasu no Usagi (ガラスのうさぎ?  lit. El conejo de cristal), también conocida como The Glass Rabbit) es una película de anime de 2005 que adapta la novela de Toshiko Takagi publicada en 1977 por Kōdansha (ISBN 4770022115). Fue producida por el estudio de animación Magic Bus, en Japón.

## Sinopsis
Toshiko Ei y su familia, son residentes en Tokio, Japón. Su padre es un habilidoso y respetado artesano del vidrio, por eso la familia vive una buena vida. Sin embargo, la familia Ei pronto se encuentra teniendo que sufrir a causa de muchas dificultades que causa la Segunda Guerra Mundial. Toshiko, de apenas 12 años, se queda totalmente sola por perder a su familia por esas dificultades. Ella encuentra un conejo de cristal derretido y allí presencia la magnitud del horror de una guerra. A pesar de perder la esperanza de vivir, cree que si ella muere no habrá nadie que visite la tumba de su familia, por lo que decide vivir en compañía de una gran soledad y tristeza.

## Personajes
- Toshiko Ei (江井 敏子 Ei Toshiko?)

Seiyū: Rina Mogami
- Hide Ei (イデ エイ Ei Hide?)

Seiyū: Keiko Takeshita
- Nobuko Ei (ノブコ エイ Ei Nobuko?)

Seiyū: Tamaki Oka
- Takeo Ei (タケオ エイ Ei Takeo?)

Seiyū: Yasuyoshi Hara
- Tsuneo Ei (ツネオ エイ Ei Tsuneo?)

Seiyū: Hiroshi Kamiya
- Yukio Ei (ユキオ エイ Ei Yukio?)

Seiyū: Jun Fukuyama
- Mitsuko Ei (ミツコ エイ Ei Mitsuko?)

Seiyū: Taeko Kawata
- Mari (マリ Mari?)

Seiyū: Nagisa Adaniya
- Haruki Kawashima (アルキ カワシマ Kawashima Haruki?)

Seiyū: Ken Takeuchi

## Equipo de producción
- Director: Setsuko Shibuichi.
- Guión: Kazumi Koide, Mitsuyo Suenaga.
- Música: Michiru Oshima.
- Diseño de personajes: Setsuko Shibuichi.
- Director de arte: Shichiro Kobayashi.
- Director de animación jefe: Yukari Kobayashi.
- Directores de animación: Keiko Yamamoto, Sadatoshi Matsuzaka.
- Director de sonidos: Katsunori Shimizu.
- Configuración de colores: Yuko Nishikawa.
- Composición del ending: Michiru Oshima.
- Letra del ending: Kotaro Asō.
- Rendimiento del ending: Seiko Niizuma.
- Producción: GoGo Visual Planning, Kyodo Film, Tokyo MX.